# Paisaje protegido Río Limay
El paisaje protegido Río Limay está ubicado en el departamento Pilcaniyeu, en la provincia de Río Negro, en la región noroeste de la Patagonia argentina. La protección del área natural tiene como objetivo la preservación del paisaje y las condiciones ambientales del río Limay.

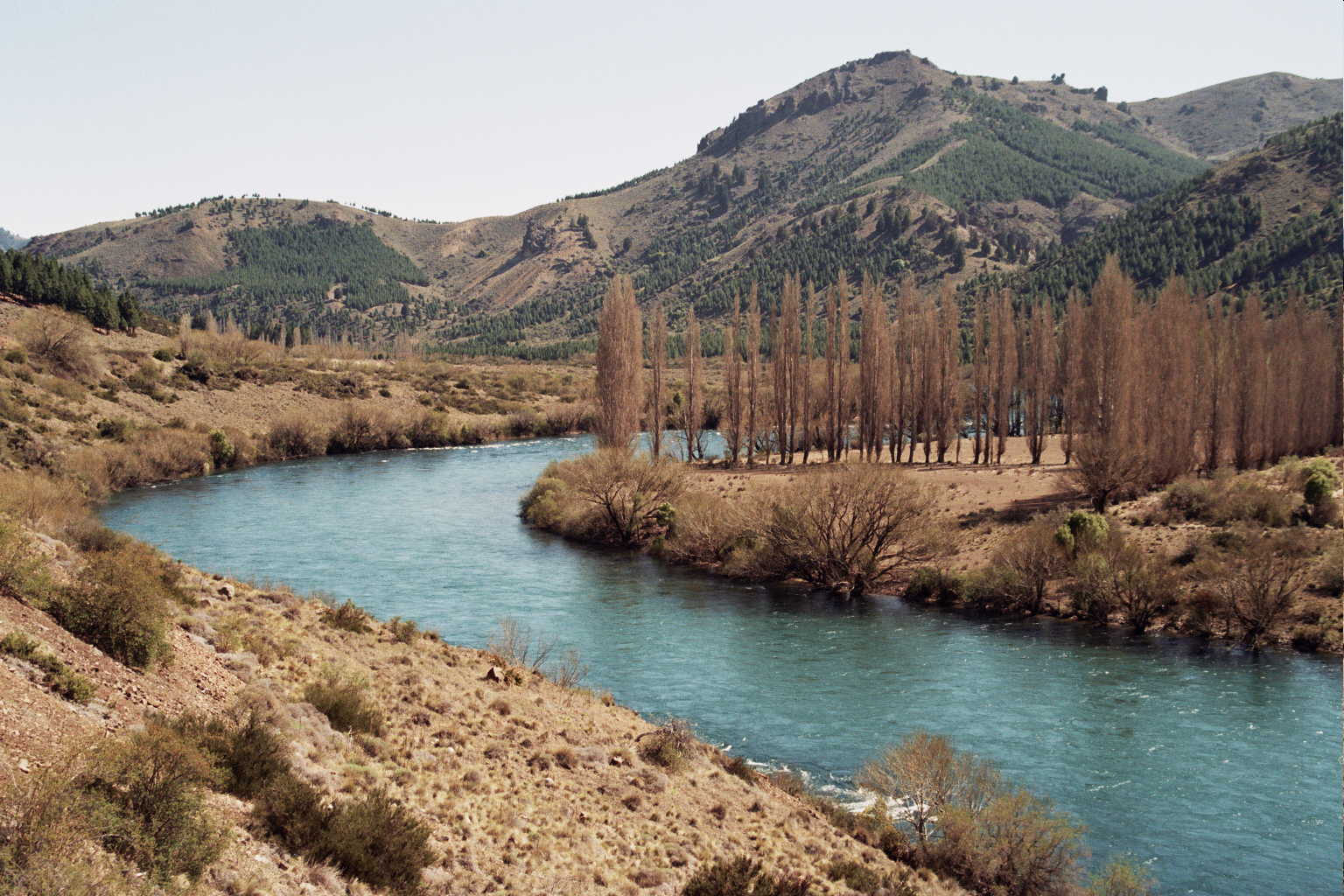
Rio Limay.

## Características generales
El área protegida se extiende sobre una superficie de unas 50 000 ha caracterizadas ambientalmente como Bosque andino patagónico, en torno a la posición 40°40′S 71°05′O / -40.667, -71.083.
Fue creada en el año 1995, mediante la ley de la provincia de Río Negro n.º 2946 que establecía la protección sobre un área contenida entre distintos accidentes geográficos de la región, dejando la definición precisa de límites y superficie sujeta a una mensura posterior.

Esta modalidad nominativa fue perfeccionada en el año 2005 por el decreto de aplicación que estableció puntos referidos a cartas del IGM (Instituto Geográfico Militar).
El río Limay nace en el este del lago Nahuel Huapi y su curso tiene dirección norte, formando el límite natural entre las provincias de Río Negro y Neuquén. El área protegida se extiende desde la naciente del río Limay, sobre la ribera este, hasta el punto de confluencia con el río Traful e incluye en el norte la región llamada Valle Encantado, de altísimo valor paisajístico.
Es una de las áreas protegidas que integran la reserva de biosfera Andino Norpatagónica.

## Flora
La flora incluye cipreses de la cordillera (Austrocedrus chilensis), maitenes (Maytenus boaria), chacayes (Chacaya trinervis) y varias especies de menor porte como cortaderas (Cortaderia), neneos (Mulinum spinosum) y pastizales de variedades de Festuca y Stipa.

Los pobladores han introducido especies exóticas desde hace décadas. Tal es el caso, por ejemplo, de los álamos (Populus) que se utilizan normalmente como barrera de viento en los límites de las parcelas cultivadas o los pinos oregón (Pseudotsuga menziesii) y ponderosa (Pinus ponderosa) por las múltiples aplicaciones de su madera.

## Fauna
Además de especies exóticas introducidas, la fauna del área incluye chinchillones (Lagidium viscacia), zorros colorados (Pseudalopex culpaeus), zorros grises chicos (Pseudalopex griseus) y pumas (Puma concolor).
Las aves están ampliamente representadas. Una serie de observaciones en cercanías de la confluencia de los ríos Limay y Traful ha registrado la presencia de ejemplares de especies relacionadas con cursos de agua como el biguá (Phalacrocorax brasilianus), el cauquén (Chloephaga picta), el pato barcino (Anas flavirostris) o la gaviota cocinera (Larus dominicanus). La región es hábitat de varias especies de pequeños pájaros cantores como el sobrepuesto común (Lessonia rufa), las golondrinas patagónica (Tachycineta meyeni) y barranquera (Pygochelidon cyanoleuca), el zorzal patagónico (Turdus falcklandii)	y la loica común (Sturnella loyca), entre otros.